# Simon Jones
Pour les articles homonymes, voir Simon Jones (homonymie) et Jones.
Simon Jones (né Robin Simon David Jones le 29 juillet 1972 à Liverpool) est un bassiste anglais. Il est principalement connu pour avoir été membre fondateur et bassiste du groupe de rock anglais The Verve. Il fournissait également les chœurs. 
Il a également composé au sein du groupe la chanson Star Sail sur A Storm In Heaven et Brainstorm Interlude et Life's An Ocean sur A Northern Soul. Il a cocomposé également une dizaine d'autres chansons avec Richard Ashcroft, le chanteur, et Nick McCabe, le guitariste sur les deux premiers albums. Après la rupture de The Verve en 1999, il s'est consacré à plusieurs projets.
Il a ainsi monté un nouveau groupe nommé The Shining avec Simon Tong, ancien guitariste solo de The Verve. Le groupe a sorti un album, True Skies en 2002 avant de se dissoudre devant le fiasco commercial et critique. Il a ensuite joué la basse de l'album Stop All The World Now pour le chanteur Howie Day en 2003.
Il est depuis 2004 un membre du groupe qui accompagne la chanteuse Cathy Davey en tournée et en studio. Il a sorti avec elle deux albums, Something Ilk (2004) et Tales of Silversleeve (2007).
Enfin il a joué avec Gorillaz au Manchester Opera House en 2005 sur invitation de Simon Tong, qui faisait partie de Gorillaz depuis 2003.